# セルビア民主党 (ボスニア・ヘルツェゴビナ)
セルビア民主党（セルビアみんしゅとう、セルビア語:Српска демократска Странка; СДС / Srpska Demokratska Stranka; SDS）は、ボスニア・ヘルツェゴビナのスルプスカ共和国を拠点とする右翼民族主義政党。党首はミラン・ミリチェヴィッチ。
スルプスカ共和国の主要政党であり、支配政党であったが、2006年10月の選挙ではミロラド・ドディク率いる独立社会民主同盟に敗北した。
セルビア民主党はアメリカ合衆国による制裁下に置かれている。制裁は、資金や物資をアメリカ合衆国からセルビア民主党に渡したり、その逆の行為を禁じている。
姉妹政党としてクロアチアのセルビア民主党、セルビア人民主党があった。

## 歴史
セルビア民主党に属した重要人物には、次のような者がいる。
- ラドヴァン・カラジッチ（活動期間: 1989年-1996年）: 旧ユーゴスラビア国際戦犯法廷から各種の戦争犯罪の疑いで訴追を受けている。その内容には、人道に対する罪、生命・身体に対する犯罪、ジェノサイド、ジュネーブ諸条約の重大な違反、殺人、略奪などが挙げられる。
- ビリャナ・プラヴシッチ（活動期間: 1989年から1997年）: 人道に対する罪を問われた旧ユーゴスラビア国際戦犯法廷で有罪を認めた。その内容はボスニア・ヘルツェゴビナ紛争におけるボシュニャク人およびクロアチア人に対する犯罪である。
- モムチロ・クライシュニク（英語版） : 人道に対する罪、ジェノサイド、戦時法への違反、ジュネーヴ諸条約への重大な違反で訴追されている。
- ニコラ・コリェヴィッチ（英語版）